# Калец
Калец — река в Донецкой области Украины, правый приток Кальчика (бассейн Азовского моря).

## Описание
Длина реки 21 км. Площадь водосборного бассейна 211 км². Уклон 3,9 м/км. Долина корытообразная. Питается за счёт атмосферных осадков. Ледостав неустойчивый (с декабря до начала марта). Используется для сельскохозяйственных нужд.

## Расположение
Река берёт начало из Володарского леса, степного лесонасаждения созданного приазовскими немцами-менонитами в 1880-х годах. Протекает через Никольское село по территории Никольского района Донецкой области. Впадает в Кальчикское водохранилище за селом Перемога, не доходя до села Шевченко. Сооружены ставки.